# 臺灣文藝家協會
臺灣文藝家協會（白話字：Tâi-oân Bûn-gē-ka Hia̍p-hōe），1939年12月4月由臺灣詩人協會改組而成，在台北成立。會員共有六十二人，由黃得時、西川滿為籌備委員。當時參與的台灣作家有王育霖、王碧蕉、郭水潭、邱淳洸、邱永漢、黃得時、吳新榮、周金波、莊培初、張文環、水蔭萍、楊雲萍、藍蔭鼎、龍瑛宗、林精鏐（林芳年）、林夢龍等人。隔年的1月1日，該協會的機關雜誌《文藝臺灣》創刊，由日本作家西川滿擔任主編兼發行人。1941年2月發行2卷1號以後，該協會為了配合日本帝國主義的宣傳和響應皇民化運動而改組，會長為臺北帝大教授矢野峰人，事務組長為西川滿。改組後西川滿另行籌組「文藝臺灣社」，《文藝臺灣》也改由「文藝臺灣社」發行，協會形同解散。此後《文藝臺灣》實際上成為西川滿一手主導的雜誌，被塑造成日本人外地文學的象徵，以浪漫、耽美的藝術至上主義為主。

## 成立宗旨與主要活動
成立宗旨為「以求促進臺灣地區文藝之向上發展，以及會員間的互助與親睦」。臺灣文藝家協會的章程有八條，第一條與第二條規定該會的名稱與目的。第一條全文：「本會稱曰臺灣文藝協會，以有關心於臺灣文藝並能夠為臺灣文藝進展上努力的有志而組織，以自由主義為會的存在精神。」第二條全文：「謀臺灣文藝的健全的發達為目的。」
臺灣文藝家協會的章程第三條有規定該會應當從事的活動，並且開列出四項：「關於文藝及與文藝有直接關係的各種問題之研究批判」、「關於文藝知識及文藝趣味的普及上應分的行動」、「發行機關雜誌或刊行相當的單行本」、「其他為遂行本會目的，認為必要的事項。」
實際的執行狀況如下：
1. 創辦機關雜誌《文藝臺灣》，全部以日文創作，提倡藝術至上論。當時編輯人為西川滿，另聘台灣人邱炳南（邱永漢）、黃得時、龍瑛宗擔任編輯委員。
2. 龍瑛宗和張文環被日當局派赴日本東京參加所謂「第一回大東亞文學者大會」，返台後，臺灣文藝家協會於同年十二月，分別在臺北公會堂、高雄、台南、嘉義、台中、彰化、新竹等地舉辦「大東亞文藝講演會」。該協會與張文環、中山侑等人所組的「啟文社」（《臺灣文學》的發行機關）是1940年代台灣僅存的文藝社團。戰後，被一些台灣文學的研究者視為日本殖民當局的御用社團，因為該會的機關雜誌刊登了不少高唱「大東亞民族」或「皇民奉公」等口號的宣傳文學。[3]

## 機關雜誌：《文藝臺灣》
在日治時期台灣作家的作品刊載方面，目前已知有台灣作家龍瑛宗的〈白色的山脈〉(1941年文藝臺灣)、〈不知道的幸福〉(1942年文藝臺灣)；葉石濤〈林君寄來的信〉(1943文藝臺灣)、〈春怨〉(1943年文藝臺灣)；周金波的〈志願兵〉(1941年文藝臺灣)、〈水癌〉(1940年文藝臺灣)；台灣作家陳火泉最受人爭議的作品〈道〉等。台灣第一位女記者，楊千鶴的處女作，〈哭婆〉便是在《文藝臺灣》發表而得到西川滿的賞識，隨後進入臺灣日日新報社擔任家庭文化欄記者。而日人作家、學者的「外地文學」相關論述，包括島田謹二〈外地文學研究的現狀〉與中村哲〈外地文學的課題〉也刊載其上。此外，該雜誌也曾連載日人作家濱田隼雄的作品《南方移民村》與西川滿的小說《臺灣縱貫鐵道》。該刊物是一本綜合性的文藝雜誌，除了新詩、小說、評論這種新文學的文類，也有短歌、俳句等屬於日本傳統文學的文類，此外也刊載繪畫、版畫之類的藝術作品。《文藝臺灣》與《臺灣文學》的台灣人作家的作品，曾經被當時臺灣總督府發行的《臺灣時報》為首，《臺灣日日新報》等台灣各報紙雜誌大力刊載。
該雜誌發行到1944年1月第七卷第二號停刊為止，《文藝台灣》共發行了三十八期，創下戰前台灣文學史上，壽命最長的文藝雜誌的記錄。與之審美取向、觀點對立的是《臺灣文學》，由脫離《文藝臺灣》的張文環、中山侑等人所創。關於這份雜誌作品的普遍風格，研究者黃琪椿認為：「這些作品多採材於台灣，具濃厚鄉土味。《文藝台灣》所呈現的鄉土不是著眼於台灣人生活嚴酷現實的台灣，而是生活在台灣的日本人，一面憧憬著日本內地，一面帶著旅行者的眼光，好奇地追尋著異國情調的台灣，因此《文藝台灣》所主張的文學，是以文藝家島田謹二提倡的：不模仿日本本土文學，充分表現台灣特殊性，樹立台灣獨自的文學以做為日本文學之一翼的『外地文學』。」。該雜誌的發行量當時有多少，據台灣文學研究者藤井省三的研究，「以第二號的三千五百冊左右為頂點，而其下限也都維持在二千冊左右。另外，根據第二卷第五號(1941年8月)的〈編輯後記〉，可以知道出版第八號以後，儘管好評不斷，但是因為戰爭時期限制紙張的緣故，而無法印刷二千冊以上。」以上僅是推估，實際情況仍須後來者努力。
《文藝臺灣》作為含括文學、民俗、繪畫、裝訂藝術之文藝雜誌，其內容相當豐富多元。文學方面的參與者包括西川滿、濱田隼雄、川合三良、新垣宏一、島田謹二、矢野峰人、周金波、龍瑛宗、陳火泉、黃得時、楊雲萍、黃鳳姿、張文環、葉石濤等。創刊號及最初幾期之刊登的文類以詩歌為大宗，其中又以新詩為主，間雜短歌、俳句；其後以綜合性文藝刊物為目標發展，逐漸增加小說、隨筆、評論以及民俗考據文章，在美術設計風格上則仍延續自《媽祖》、《華麗島》以來，結合「府展」重要版畫家立石鐵臣、宮田彌太郎作品的形式，寓含臺灣民俗與宗教色彩。
重要作品在小說方面，有西川滿〈赤崁記〉、〈採硫記〉、〈臺灣縱貫鐵道〉，濱田隼雄〈南方移民村〉、周金波〈水癌〉、〈志願兵〉、陳火泉〈道〉等。
該雜誌在1943年11月13日「臺灣決戰文學會議」召開之後停刊。